# Fiéis de Deus
Os Fiéis de Deus são pequenos montes de pedras nas beiras das estradas de Portugal nos locais em que antigamente eram enterrados os condenados à morte  ou pessoas que tivessem falecido de morte violenta ou desastrosa. Esta designação reporta-se ao culto católico das almas do Purgatório, amiúde eufemizadas durante a Idade Média em Portugal com o nome "fiéis de Deus".
Com o passar dos séculos, os fiéis de Deus históricos, assinalados por moledros e amontoados de pedras, deram lugar aos fiéis de Deus modernos, que ainda figuram junto à beira das estradas, tendo passado a ser pontuados por grandes cruzes de madeira, pedra ou metal (os chamados cruzeiros), ou mesmo pequenas capelas, servindo para assinalar o local onde alguém morreu de acidente ou morte violenta.

## História

### Idade Clássica
Os celtas enterravam os seus chefes em mamoas, cujo tamanho era na proporção directa da consideração que davam ao defunto. Deste modo, se morresse alguém de baixa condição social, limitavam-se a pôr-lhes sobre a cova uma pequena pirâmide de pedras
Ainda de antes do século VI, os romanos também tinham o costume, de amontoar pedras em montículos junto caminhos, aos quais chamavam montes gaudios. Estes montículos eram dedicados aos Lares compitales, celebrados nos cruzamentos de três caminhos - os chamados triviis- ou quatro caminhos - os chamados quadriviis - e Mercúrio, deus das encruzilhadas .
Os Lusitanos romanizados, quando se converteram ao cristianismo, continuaram ainda com a pratica dos montinhos das pedras, depondo as pedras sobre o sitio onde estava enterrado algum criminoso que tivesse sido punido de morte e, posteriormente, nos sítios onde alguém tinha morrido de morte violenta ou desastrosa.

### Idade Média
Na Idade Média, havia o costume de enterrar os condenados pela justiça nas orlas dos caminhos, em covas rasas. Na religiosidade católica da época, em Portugal, o povo entendia que estes condenados seriam remetidos ao Purgatório, para penar pelos seus pecados em vida, antes de poderem transitar para o paraíso.Com efeito, durante a história de Portugal, até ao séc. XVII, existiram ordens religiosas especificamente dedicadas a orar pelas almas presas no Purgatório, as chamadas Irmandades dos Fiéis de Deus.
Quando os caminhantes passavam por estas campas rasas, situadas ao pé dos caminhos, havia o costume medieval de rezar por essas almas do purgatório - os «fiéis defuntos» - poisando de seguida uma pedra sobre a campa. Este costume persistiu ao longo da história de Portugal, tendo sido observado por Leite de Vasconcelos, ainda nos finais séc. XIX.
Em Portugal, quando as campas ficavam cobertas de montes de pedras, o povo considerava que o defunto já tinha expiado os seus pecados e, por isso, ficara "fiel a Deus".

## Folclore e mitologia portuguesa
Os Fiéis de Deus também encontram expressão no folclore e crendice popular portuguesa,  na medida em que representam o costume primitivo de fazer peso sobre o cadáver para este não voltar ao mundo com o intuito de perseguir os vivos. Na Galiza os Fiéis de Deus (ou Fies de Deus) são seres sobrenaturais, espíritos nocturnos cujo destino é vagar pela noite. São espíritos dignos de compaixão e que por vezes reclamam orações. 

## Toponímia
Há várias localidades, ruas e momentos em Portugal com nomes alusivos aos Fiéis de Deus, desde Casal de Fiéis de Deus, no distrito de Santarém, à Ermida dos Fiéis de Deus, em Lisboa.